# オンベラ・ムポコ州
オンベラ・ムポコ州（フランス語: Ombella-M'Poko、サンゴ語: Ömbëlä-Pökö）は、中央アフリカ共和国の州。首都バンギを包囲する形になっている。州都はボアリ。南でコンゴ民主共和国と接する。面積は28,500平方キロメートル、人口は約27万人（2021年推計）。

## 歴史
1946年10月16日にフランス領ウバンギ・シャリが組織化された際に、オンベラ・ムポコ地域（Territory）として設置された。1961年1月23日に州へ改編された。当時の州都はバンギであった。
1964年1月3日、バンギが州から独立した。同年11月20日に州都はバンギからビンボへ変更された。1967年5月12日に州都はビンボからボアリへ変更されたが、1982年頃に再度ビンボが州都となった。
2021年1月21日、行政区画の再編によってビンボがバンギ州へ編入された。ビンボの離脱に伴い州都はボアリに変更となった。

## 経済
キャッサバやトウモロコシ、ピーナッツ、ゴマ、アメリカサトイモ、カボチャなどの栽培に適した地域に位置しているため、生産がさかん。また、ボアリには水力発電所がある。

## 隣接州
- ウハム州
- ケモ州
- 北ウバンギ州
- 南ウバンギ州
- バンギ州
- ロバイエ州
- マンベレ・カデイ州
- ナナ・メンベレ州
- ウハム・ペンデ州

## 下位行政区画

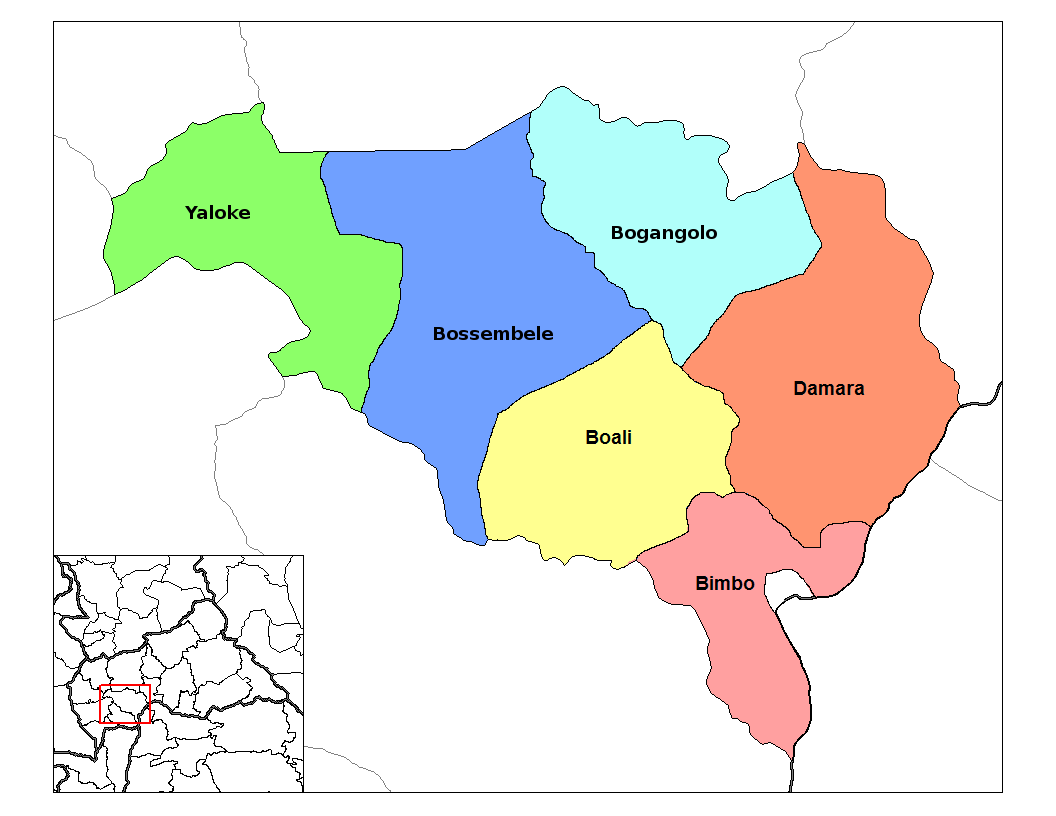
オンベラ・ムポコ州の郡

2021年以降は5郡に分割されている。
- ボアリ
- ボガンゴロ（フランス語版）
- ダマラ（フランス語版）
- ヤロケ（フランス語版）
- ボセンベレ（フランス語版）